# César-Nicolas-Louis Leblanc
Pour les articles homonymes, voir Leblanc.
César-Nicolas-Louis Leblanc est un dessinateur et graveur français, né le 8 juillet 1787 à Paris et décédé le 23 novembre 1835 à Fontenay-sous-Bois (Val-de-Marne).

## Vie et œuvre
César-Nicolas-Louis Leblanc est le second fils de Nicolas Leblanc, inventeur du procédé d'extraction de la soude du sel marin. Il fut l’un des premiers élèves de l'école de dessin du Conservatoire des arts et métiers, où il étudia de 1804 à 1806 avant de travailler au cadastre. En 1812, il était « graveur dessinateur » et épousa, à Paris, Henriette-Joséphine-Catherine Henry, la fille d’un officier de cavalerie.
En 1815, Leblanc entra au Conservatoire des arts et métiers en qualité de dessinateur, sa maîtrise de la gravure ayant joué en sa faveur. Progressivement, il assuma seul l'enseignement du dessin de machines, spécialité dans laquelle il excellait. Leblanc fut un pionnier du dessin technique : il enseignait aux élèves non seulement le dessin linéaire et la théorie des projections, de la perspective et des ombres, mais s'efforçait de leur donner une méthode pour comprendre le fonctionnement d’une machine et l'articulation de ses différents éléments.

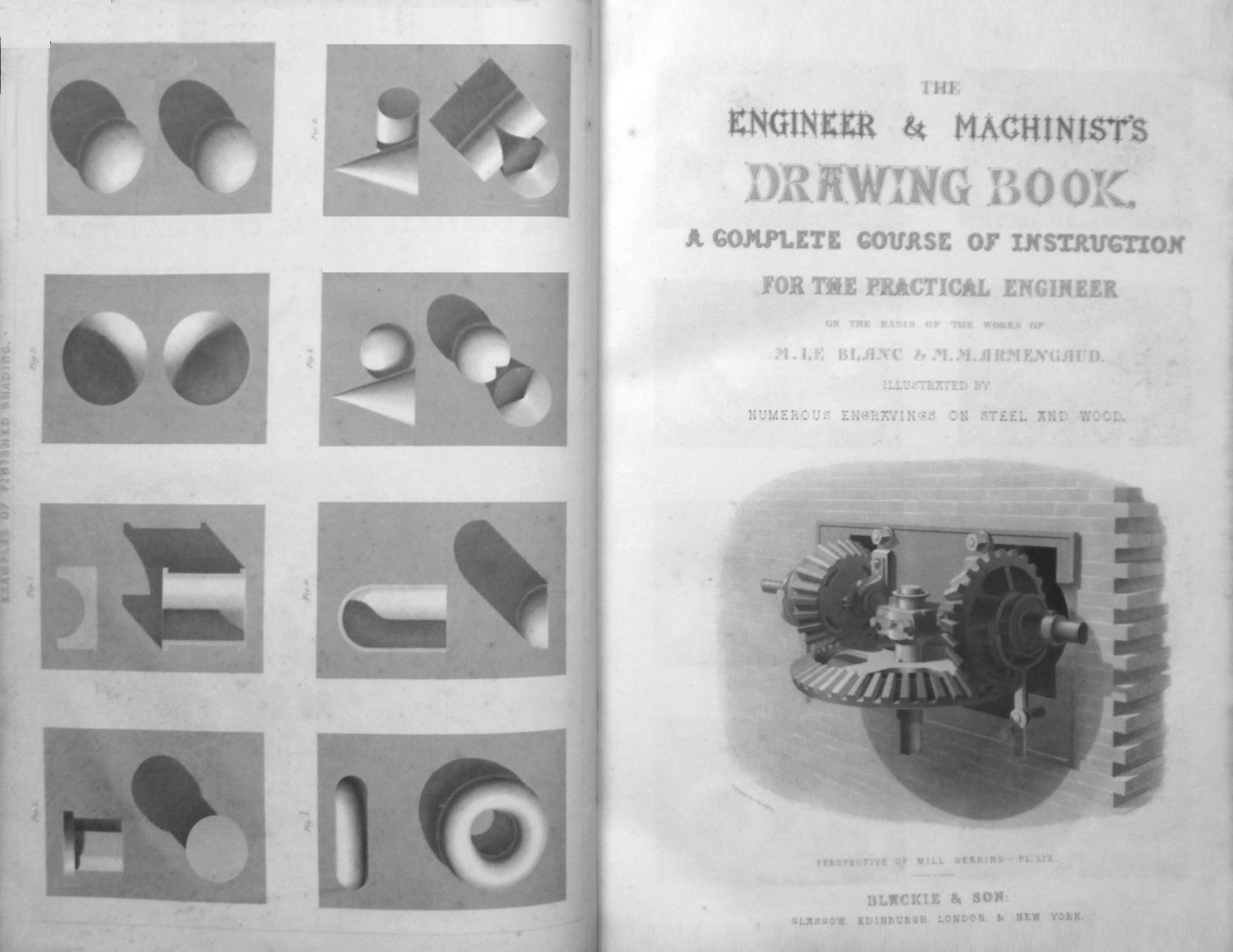
Planches sur la perspective dans l'édition anglaise (1860) du Cahier de l'ingénieur et du mécanicien.

Dans le préambule de son Recueil des machines, instruments et appareils qui servent à l’économie rurale (1819), il explique sa méthode de dessin :

« Je m’attacherai à choisir l’aspect le plus convenable et le plus propre à donner une idée parfaite de la disposition générale de la machine, et j’ombrerai entièrement cette vue. Dans les autres figures, les parties cylindriques et celles qui n’ont pas l’angle seront légèrement ombrées. Les parties coupées seront exprimées par des hachures diagonales. Quant aux détails, ils seront autant que possible développés sur une échelle double afin qu’on les saisisse plus facilement et qu'à l’aide de l’échelle et du compas, on puisse trouver exactement chaque dimension. »

Synthèse de dix années d’enseignement, il publia en 1830 : Choix de modèles appliqués à l'enseignement du dessin de machines avec un texte descriptif, ouvrage dans lequel il développa sa conception du dessin de machines. Il s'agissait pour lui non seulement de dessiner des machines déjà réalisées, mais aussi de dessiner correctement des machines en projet. Ainsi les machines ou leurs détails ne sont pas cotés, mais l’échelle figure sur chaque planche et permet de retrouver les dimensions et de reproduire les machines. Dans ses dessins, Leblanc privilégiait le trait, ce qui leur donnait une certaine sècheresse, mais facilitait leur reproduction et donc leur diffusion.
L'enseignement de Leblanc comportait une autre originalité, ses contacts avec les industriels et les constructeurs de machines, chez qui il se rendait très fréquemment avec ses élèves pour effectuer sur place des levés de machines. Ce lien enrichissait les collections du Conservatoire, qui se tenait ainsi au courant des derniers procédés, à une époque où la priorité était de bien connaître les machines anglaises. Cet enseignement attira alors des fils d'industriels, qui pouvaient également acquérir au Conservatoire une formation théorique de haut niveau.
Les dessins de machines de Leblanc connurent un grand succès. À partir de 1824, il grava ainsi les planches de dessins du Bulletin de la Société d'encouragement pour l'industrie nationale, puis les planches du journal L'Industriel. Il illustra de nombreux ouvrages techniques. Leblanc créa son propre atelier de dessin, dans lequel il faisait travailler ses meilleurs élèves, comme Jacques-Eugène Armengaud, et qui produisait quantité de planches, toutes signées « Leblanc », et dont il assurait lui-même l'impression.
Après sa mort prématurée à 48 ans, sa veuve poursuivit l'édition de ses travaux sous la signature « Vve Leblanc », qui devint « V. Leblanc », ce qui fut à l'origine d'une confusion quant au prénom de l'auteur, qui signait toujours ses dessins « Leblanc ».
Il est inhumé au cimetière du Père-Lachaise (11e division), à Paris.

## Source
- Louis André, « César Nicolas Leblanc et le dessin des machines », Les Cahiers d’histoire du CNAM, 1994, no 4, pp. 71-92.